# 黃誌群
黃誌群（1965年9月9日—），原名黃志文，作曲家、劇場演員。出生於馬來西亞，6歲開始學習擊鼓、10歲拜師學習中國武術，台灣體育學院畢業，現任優人神鼓藝術總監。

## 生平
17歲時來台灣進入國立台灣體育學院學習武術，畢業後加入台北民族舞團及雲門舞集。1993年初次到印度旅行，學習靜坐，領悟「活在當下」的智慧；同年由陳明章引薦、優人神鼓藝術總監劉若瑀邀請擔任優人神鼓(原優劇團)「擊鼓指導」，以「先學靜坐，再學擊鼓」的方式，與劉若瑀共同研創優人神鼓表演訓練體系，奠定優人神鼓以擊鼓與武術的表演形式基底。

## 主要作品
1997《聽海之心》

2002《金剛心》

2003《蒲公英之劍》

2005《禪武不二》

2006《與你共舞》

2007《正版禪武不二》

2007《入夜山嵐》(山上劇場版)

2008《空林山風》

2009《入夜山嵐》（國家戲劇院）、《曼達拉》、《喂，向前走》

2010《天人合一》(建國百年跨年晚會演出)

2011《花蕊渡河》(國際花卉博覽會舞蝶館定目劇)

2011《時間之外》

2017《墨具五色》